# Sprietsegel

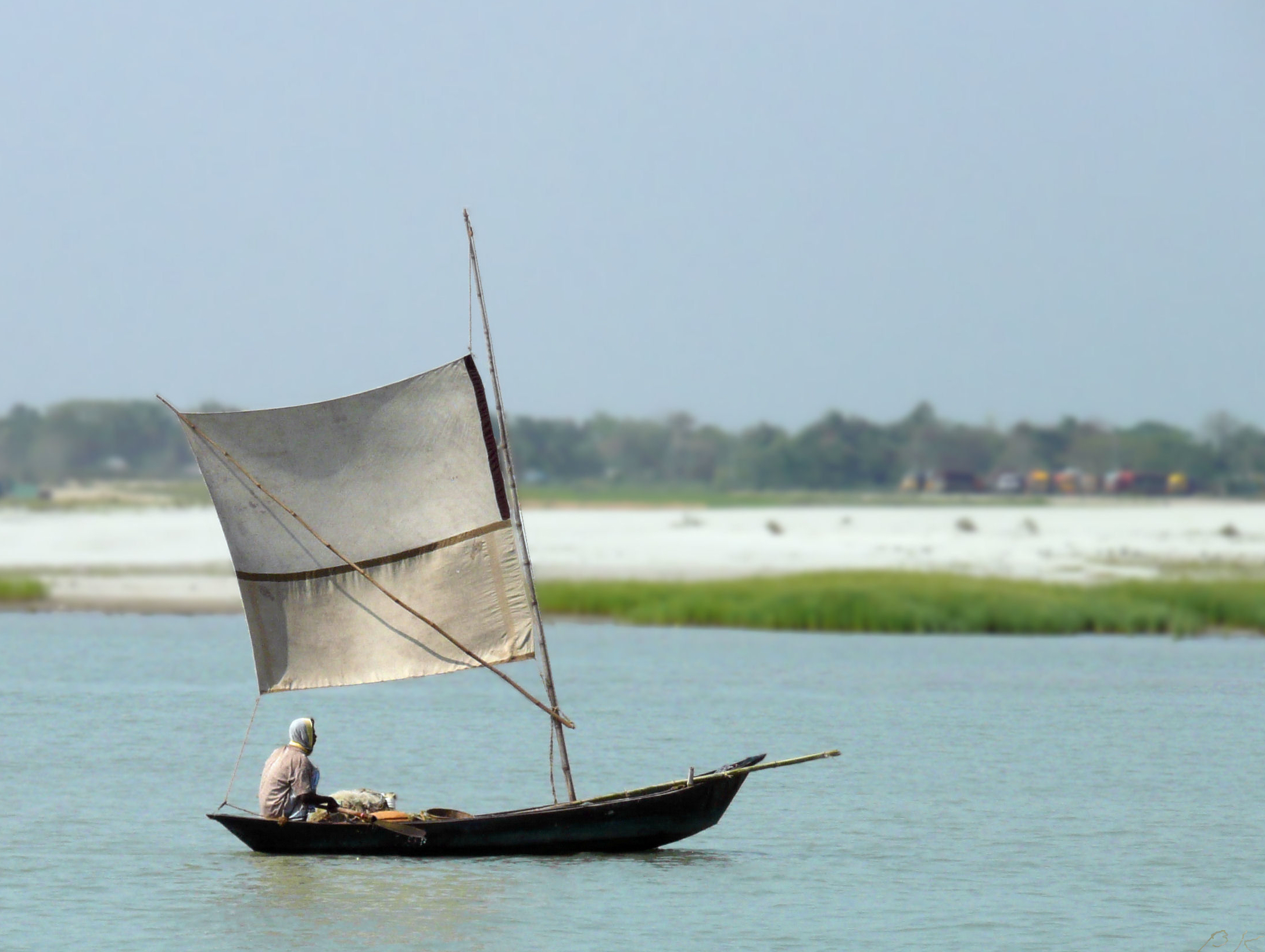
Sprietsegel in Bangladesch

Als Sprietsegel werden viereckige Segel eines Schiffes oder Bootes bezeichnet, die durch eine Spiere, ein Rundholz, diagonal vom Schiffsmast abgespreizt werden.

## Beschreibung

Sprietsegel

Wie alle in Längsrichtung des Schiffes angeschlagene Segel gehören Sprietsegel zu den Schratsegeln. Die Stange, an der sie aufgespannt werden, heißt Spriet, deren aufragendes Endstück Piek. Die vier Kanten (Lieken) des Segels sind Ober-, Achter-, Unter- und Vorliek benannt, die Ecken heißen Kopf, Hals, Schothorn und Spriethorn oder Piek.
Eine Sonderform des Sprietsegels ist das Spreizgaffelsegel auf Spreizgaffelketschen und Spreizgaffelschonern. Es ist an einer Spreizgaffel angeschlagen, die zwischen zwei Masten geführt wird. Die Spreizbesegelung ist auch in der Südsee verbreitet und wird dort mittels Krummgaffeln gehalten.

## Geschichte

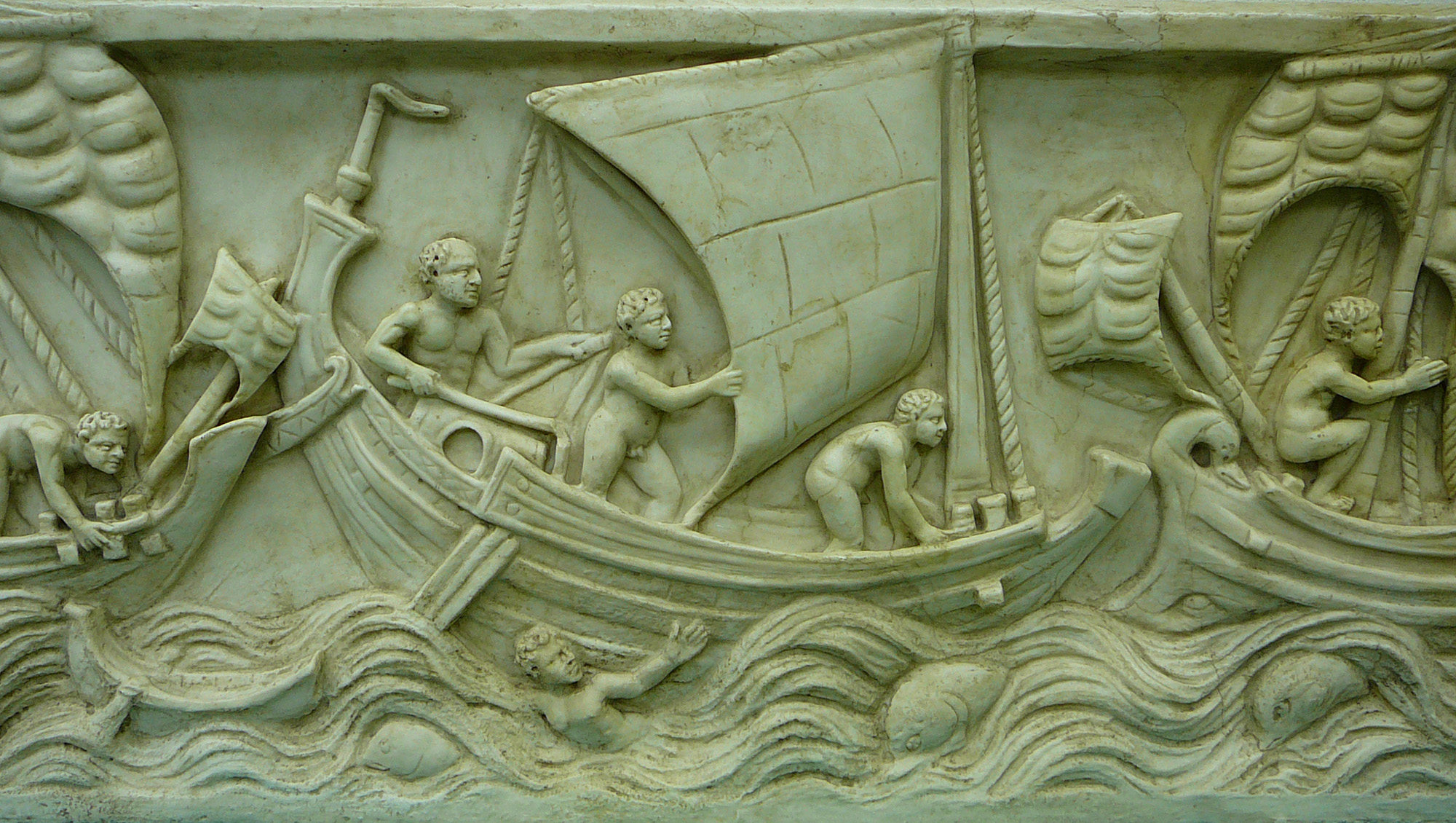
Römisches Schiff mit Sprietsegel bei der Einfahrt in den Hafen von Rom. Die Spiere ist großteils vom Segel verdeckt. Kopie eines Sarkophags aus dem späten 3. Jahrhundert, Museum für Antike Schifffahrt, Mainz.

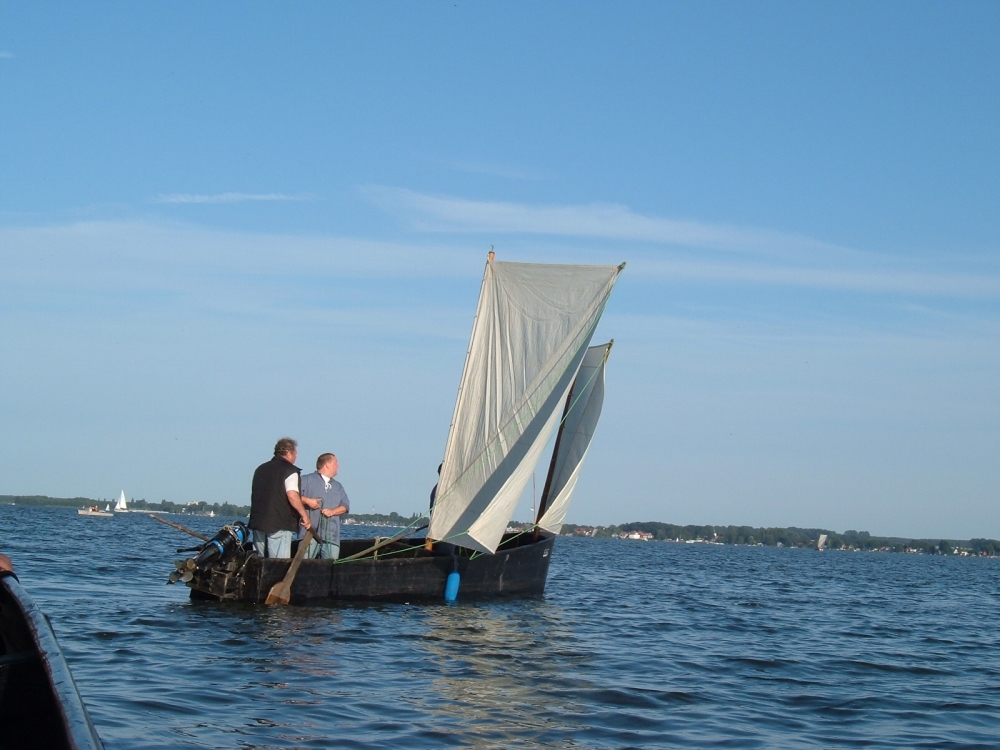
Ein Steinhuder Torfkahn mit Sprietsegel

Das Sprietsegel ist das älteste Schratsegel in der Segelschifffahrt. Es lässt sich seit dem 2. Jahrhundert v. Chr. auf kleineren hellenistischen Wasserfahrzeugen mit Schwerpunkt in der nördlichen Ägäis nachweisen; in der Kaiserzeit reichte sein westliches Verbreitungsgebiet bis mindestens Rom. Die Grabreliefs antiker Seeleute zeigen Küstenfahrzeuge, Hafen- und Schleppboote mit einem weit vorne im Bug aufgestellten Mast, an dem das durch die diagonale Spiere aufgespannte rechteckige Segeltuch recht lose befestigt ist.
Neuzeitliche Schiffstypen, auf denen Sprietsegel Verwendung fanden, waren neben vielen Fischerbooten die seegehenden Quasen und die Bojer.
Auch kleinere Arbeits- und Transportschiffe auf Binnengewässern besaßen eine Spriettakelung, bei der das Sprietsegel das Haupt- oder Großsegel darstellt. Einige traditionelle Bootstypen dieser Art sind auch heute noch im Einsatz, etwa der Steinhuder Torfkahn und die in Südschweden verbreiteten Blekingeboote. Ein Beispiel der Verwendung von Sprietsegeln auf größeren Binnenschiffen findet sich in der Flotte des Deutschen Schifffahrtsmuseums mit dem Haftkahn Emma mit einer dreimastigen Sprietsegeltakelung.
Das Sprietsegel wird heute in verschiedenen Gegenden der Welt eingesetzt. In westlichen Ländern findet es sich heutzutage noch auf kleineren Dinghies und Sportjollen, insbesondere dem Optimist (Opti), Verwendung. Das Fall, mit dem im Optimist auch die Spannung auf das Segel eingestellt wird, heißt Sprietfall.